# Dilili v Paříži
Dilili v Paříži (v originále Dilili à Paris) je francouzsko-belgicko-německý animovaný film Michela Ocelota z roku 2018. Vypráví o dobrodružstvích malé dívky Dilili v Paříži v období Belle Époque, kde objasňuje zločin spolu s řidičem skútru Orelem a mnoha dalšími postavami. Všichni pátrají po mladých dívkách, které záhadně zmizely, když byly uneseny sítí banditů zvaných Mâles-Maîtres.

## Děj
Za Belle Époque žije míšenka Dilili v domorodé vesnici zřízené v pařížském veřejném parku, kde se s ní seznámí řidič skútru Orel. Dilili vychovala madame Michel (což není nikdo jiný než Louise Michelová), při příjezdu do Paříže se pak seznámila s hraběnkou, která ji naučila slušnému chování. Orel nabízí Dilili projížďku po Paříži na svém skútru, zatímco bude rozvážet. Nadšená Dilili objevuje ulice a náměstí Paříže. Setkávají se s Marií Curie, které měl Orel přivézt dceru Ève, dále se zpěvačkou Emmou Calvé, přítelkyní Orela, která ráda zpívá na podzemním jezeře, které se rozprostírá pod operou Garnier, či se spisovatelem Marcelem Proustem ve společnosti jeho přítele Reynalda Hahna. Dívka si do sešitu poznamenává jména známých osobností, které potkává a které jí dávají nejrůznější nápady na zaměstnání, které by chtěla později dělat. Dilili rychle zaujmou novinové titulky: mladé dívky jsou pravidelně unášeny sítí banditů, kteří své zločiny podepisují jako Mâles-Maîtres (Muži-Mistři). Dilili se okamžitě rozhodne pátrat po pohřešovaných dívkách. Sama se málem stane obětí pokusu o únos, ale zachrání ji Orel.
Vyšetřování zavede Dilili a Orela do Moulin du Diable v chudé čtvrti na Montparnassu, kde nejsou vítáni. Když Orela kousne pes, Dilili ho odveze do Pasteurova ústavu, kde prosí Louise Pasteura, aby Orela naočkoval. Jakmile se dostane mimo nebezpečí, vyšetřování může pokračovat. Pasteur a jeho kolegovi dávají dvojici nové stopy. Odeberou se do Bateau-Lavoir, kde sídlí mnoho malířů. Tam se dozví, že bandité se pravidelně scházejí před představeními Moulin Rouge. Dilili se tam seznámí s Colette, pak s malířem a návrhářem plakátů Henrim de Toulouse-Lautrec, který jim pomůže odhalit dva bandity. Špehováním jejich rozhovoru se Dilili dozví, že se chystají vyloupit klenotnictví. Oba mladí detektivové okamžitě jdou na policii, ale nikdo jim nevěří. Jejich přátelé malíři je nasměrují do ateliéru sochaře Augusta Rodina. Dilili tam obdivuje dílo Camille Claudelové. V zahradě potkají jednoho banditu, ale ten jim unikne. Podaří se jim překazit loupež v klenotnictví a dva bandité jsou zatčeni policií. Svědkem jejich úspěchu je i princ z Walesu projíždějící Paříží.
Dilili a Orel odpočívají u zpěvačky Emmy Calvé, která jim pomáhá svými radami. Její řidič Lebeuf je však pod vlivem gangu a unese Dilili. Ovšem když zjistí, jak je s dívkami nakládáno, gang opustí a chce pomoci Emmě Calvé a Orelovi. Členové gangu se ukrývají ve stokách, což jim umožňuje velmi rychle se objevovat a mizet. Jejich vůdce je přesvědčen, že od žen hrozí převzetí moci, a snaží se je zotročit.
Lebeuf vede Emmu Calvé a Orela kanálem pod operou Garnier k jednomu ze vchodů do doupěte Mâles-Maîtres. Orel najde na vodě plavat stránky, které Dilili vytrhla ze svého zápisníku, aby ukázala, kam ji Mâles-Maîtres zavlekli. Dilili se podaří utéct kanalizací, kde ji najdou Orel, Emma Calvé a Lebeuf. Vracejí se k odpočinku do opery. Poté se setkají se Sarah Bernhardtovou, která je přivítá ve svém luxusním sídle. Zde vymýšlejí plán, jak dívky osvobodit. Doupě Mâles-Maîtres je větráno starým továrním komínem. Dívky je možno zachránit ze vzduchu pomocí lehké vzducholodě. Inženýr Alberto Santos-Dumont navrhuje balón, ale pro jeho velké rozměry Sarah Bernhardt povolá k výrobě německého barona Ferdinanda von Zeppelina.
Vzducholoď čeká večer na střeše opery Garnier. Plán funguje podle očekávání a mladé dívky vystupují komínem po provazovém žebříku. Vzducholoď se poté připojí k Eiffelově věži na Champ-de-Mars, kde Emma Calvé zpívá na počest dívek a Dilili. Unesené dívky se shledají se svými rodiči a gang Mâles-Maîtres je rozprášen. Pro Dilili život v Paříži teprve začíná.

## Ocenění
- Po postavě Dilili byl pojmenován "Posel UNICEF" UNICEFu v září 2018 kvůli hodnotám, které ve filmu hájí, totiž boji za emancipaci dívek a rovnost mezi pohlavími.
- Mezinárodní festival historických filmů: cena tisku za nejlepší dlouhometrážní film
- Cena Lumières za nejlepší animovaný film
- César pro nejlepší animovaný film (Michel Ocelot)